# Orthocladius corporaali
Orthocladius corporaali är en tvåvingeart som beskrevs av Maurice Emile Marie Goetghebuer 1935. Orthocladius corporaali ingår i släktet Orthocladius och familjen fjädermyggor. Inga underarter finns listade i Catalogue of Life.